# Helena Orleańska
Helena Franciszka Ludwika Henryka Orleańska, zam. Sabaudzka-Aosta, fr. Hélène Françoise Louise Henriette d'Orléans; de Savoie e Aosta, wł. Elena Francesca Luisa Enrichetta d'Orléans; d'Aosta (ur. 13 czerwca 1871 w Twickenham, zm. 21 stycznia 1951 w Castellammare di Stabia) – francuska arystokratka, tytularna księżniczka krwi królewskiej, hrabianka Paryża jako córka Filipa, księżna Aosty jako żona Emanuela Filiberta; podróżniczka, reportażystka i pamiętnikarka.

## Życiorys
Wywodziła się z bocznej linii dynastii Burbonów, domu orleańskiego. Urodziła się w Twickenham (dzis. Londyn) jako córka Filipa (1838–1894), pretendenta do tronu Francji, i jego żony Marii Izabeli (1848–1919), księżniczki Montpensier. Miała liczne rodzeństwo, siostry: starszą Amelię (1865–1951), młodsze Izabelę (1878–1961) i Ludwikę (1882–1958), oraz braci: starszego Filipa (1869–1926), młodszych Karola (1875), Jakuba (1880–1881) i Ferdynanda (1884–1924). W dniu narodzin otrzymała od ojca honorowy tytuł księżniczki krwi królewskiej i hrabianki Paryża. Pierwszy rok życia spędziła w Anglii, jednak już 21 grudnia 1872 Parlament Francji przyjął ustawę, pozwalającą Burbonom orleańskim na powrót do kraju. Wobec tego rodzina Heleny ponownie znalazła się w Paryżu, przyjmując zaproszenie jej wuja Henryka (1822–1897), i zamieszkała w Hôtel Fould przy Rue du Faubourg Saint-Honoré. Niedługo potem zaprzyjaźniona z rodzicami Maria Brignole Sale De Ferrari (1811–1888) podarowała im Hôtel Matignon, gdzie Helena spędziła pierwsze lata dzieciństwa (1873–1876). W 1876–1886 mieszkała wraz z rodziną przy Rue de Babylone.
Po bezpotomnej śmierci Henryka Burbona (1820–1883), księcia Bordeaux, oraz późniejszym ślubie siostry Amelii z Karolem Koburgiem-Bragantyńskim (1863–1908), następcą tronu Portugalii (22 maja 1886), wzrosły nastroje monarchistyczne wśród Francuzów. Wobec tego 22 lipca tego roku Zgromadzenie Narodowe ponownie podjęło ustawę, zmuszającą rodziny Burbonów i Bonapartych do opuszczenia kraju. Helena wraz z rodzicami i młodszym rodzeństwem wyemigrowała do Wielkiej Brytanii. Początkowo zamieszkali w Royal Tunbridge Wells, następnie podróżowali po Szkocji, aby ostatecznie osiąść w East Sheen (dzis. Londyn). W 1890 rodzina Heleny zamieszkała w Buckingham.
Młodą Helenę uważano za niezwykle atrakcyjną, dlatego też rodzice spodziewali się wydać ją za jednego z następców europejskich tronów. Wiosną 1890 z inicjatywy Ludwiki Koburg (1867–1931), księżnej Fife, z którą była zaprzyjaźniona, Helena poznała jej starszego brata Alberta Wiktora (1864–1892), księcia Clarence i Avondale. Szybko nawiązali relację romantyczną i 29 sierpnia tego roku uzyskali zgodę królowej Wiktorii (1819–1901) na zawarcie małżeństwa pod warunkiem konwersji Heleny na anglikanizm. Tymczasem Albert zaoferował, że dla realizacji planów matrymonialnych jest gotów zrzec się praw dziedziczenia tronu. Plany małżeńskie kochanków spotkały się ze sprzeciwem premiera Roberta Salisbury'ego (1830–1903), który w piśmie z 9 września 1890 wyraził obawy zobowiązania Wielkiej Brytanii wobec politycznych ambicji Burbonów orleańskich. Równolegle ojciec sprzeciwił się konwersji córki, a papież Leon XIII (1810–1903) odmówił Helenie dyspensy na małżeństwo z anglikaninem, co zamknęło drogę realizacji planów.
O rękę Heleny starał się Ernest Günther II (1863–1921), książę Szlezwiku-Holsztynu, jednak został odrzucony. Podobne skutki miały starania o Helenę Aleksandra III (1845–1894), cara Rosji, dla jego syna Mikołaja (1868–1918) oraz Humberta I, króla Włoch, dla Wiktora Emanuela. Zarówno rodzice, jak i sama Helena zabiegali o małżeństwo z Franciszkiem Ferdynandem Habsburgiem-Este (1863–1914), następcą tronu Austro-Węgier, jednak ten zwlekał z podjęciem decyzji o zaręczynach, ostatecznie żeniąc się w 1900 z Zofią von Chotek (1868–1914). Plany małżeńskie Heleny zostały zrealizowane w 1855, kiedy to wyszła za Emanuela Filiberta Sabaudzkiego (1869–1931), księcia Aosty.
W 1892 wraz z bratem Filipem odbyła podróż do Egiptu, udając się w górę Nilu. Później podejmowała ok. 10-miesięczne wyprawy do Afryki, podróżując m.in. do Konga, Sudanu, Libii i Etiopii oraz przemierzając Saharę. Podjęła współpracę z „Harper's Weekly”, gdzie regularnie publikowała reportaże, ilustrowane autorskimi zdjęciami Nilu. W 1913–1914 odbyła podróż dookoła świata, którą opisała w wydaniu książkowym reportażu. Po zakończeniu I wojny światowej podróżowała też do Azji i Australii.
W 1911, po wybuchu wojny włosko-tureckiej, odbyła kurs pielęgniarski i zgłosiła się na front, udzielając pomocy rannym żołnierzom. W 1912 objęła funkcję kierowniczki sekcji pierwszej pomocy Włoskiego Czerwonego Krzyża. Na tym stanowisku zabiegała o zwiększenie kwalifikacji pielęgniarek-ochotniczek, organizując kursy. Wspierała też rozwój szkolnictwa pielęgniarskiego. W 1914 ponownie zgłosiła się do służby, udzielając pomocy na froncie włoskim.
Patronowała sztuce i popularyzacji wiedzy o Afryce. Była mecenaską malarza Giorgio Oprandi (1883–1962). Zgromadziła pokaźny księgozbiór, zwłaszcza pozycji afrykanistycznych. Kolekcjonowała sztukę kultur plemiennych i eksponaty etnograficzne. Spuścizna po niej: listy, ręko- i maszynopisy, fotografie oraz zbiory sztuki i etnograficzne – zostały rozproszone po jej śmierci. Ostatecznie wszystkie trafiły do zbiorów publicznych, m.in. Muzeum Afrykańskiego w Rzymie, Biblioteki Narodowej w Neapolu oraz Biblioteki Historii i Kultury Piemontu w Turynie.
Zmarła w 1951. Została pochowana w bazylice Madre del Buon Consiglio w Neapolu.

## Publikacje
- Viaggi in Africa,
- Verso il sole che si leva,
- Vita errante,
- Attraverso il Sahara.

## Rodzina
25 czerwca 1895 w kościele św. Rafała w Kingston upon Thames wyszła za mąż za Emanuela Filiberta Sabaudzkiego (1869–1931), księcia Aosty, syna Amadeusza (1845–1890), króla Hiszpanii, i Marii Wiktorii del Pozzo (1847–1876), księżniczki del Cisterna. Świadkami na ich ślubie byli Wiktor Emanuel Sabaudzki (1869–1947), następca tronu Włoch, oraz Edward Koburg (1841–1910) i Aleksandra Glücksburg (1844–1925), książęta Walii. Przyjęcie weselne odbyło się w Domu Orleańskim w Londynie. Z małżeństwa Heleny z Emanuelem Filibertem pochodzi dwóch synów:
- Amadeusz Humbert Izabela Ludwik Filip Maria Józef Jan (1898–1942), książę Aosty ⚭ Anna Orleańska (1906–1986), córka Jana (1874–1940), księcia Guise, i Izabeli (1878–1961), siostry Heleny;
- Szymon Robert Małgorzata Maria Józef Turyn (1900–1948), król Chorwacji jako Tomisław II ⚭ Irena Glücksburg (1904–1974), córka Konstantyna I (1868–1923), króla Hellenów, i Zofii Hohenzollern (1870–1932), księżniczki Prus.

## Odznaczenia
- Medal Pamiątkowy Wojny Włosko-Austriackiej 1915-1918 (1918)
- Medal Czerwonego Krzyża (1919)
- Medal Florence Nightingale (1920)
- Srebrny Medal za Męstwo Wojskowe (1922)
- 3-krotny Krzyż Zasługi Wojennej
- Dama Krzyża Wielkiego Orderu Imperium Brytyjskiego
- Dama Orderu Marii Luizy

## Przodkowie
| Prapradziadkowie             | Ludwik Filip Orleański Równy (1747–1793) ∞1769 Ludwika Maria Burbon (1753–1821)            | kr. Obojga Sycylii Ferdynand I (1751–1825) ∞1768 Maria Karolina Habsburżanka (1752–1814)   | w. ks. Meklemburgii-Schwerin Fryderyk Franciszek I (1756–1837) ∞1738 Ludwika Saska-Gotha-Altenburg (1756–1808) | w. ks. Saksonii-Weimar-Eisenach Karol August (1757–1828) ∞1775 Ludwika Heska-Darmstadt (1757–1730) | Ludwik Filip Orleański Równy (1747–1793) ∞1769 Ludwika Maria Burbon (1753–1821)            | kr. Obojga Sycylii Ferdynand I (1751–1825) ∞1768 Maria Karolina Habsburżanka (1752–1814)   | kr. Hiszpanii Karol IV (1748–1819) ∞1765 Maria Ludwika Burbon-Parmeńska (1736–1803)         | kr. Obojga Sycylii Franciszek I (1777–1830) ∞1802 Maria Izabela Burbon (1789–1848)          |
| Pradziadkowie                | kr. Francuzów, Ludwik Filip I (1773–1850) ∞1809 Maria Amelia Burbon-Sycylijska (1782–1866) | kr. Francuzów, Ludwik Filip I (1773–1850) ∞1809 Maria Amelia Burbon-Sycylijska (1782–1866) | Fryderyk Ludwik Meklemburski (1778–1819) ∞1810 Karolina Ludwika Saska-Weimar-Eisenach (1786–1816)              | Fryderyk Ludwik Meklemburski (1778–1819) ∞1810 Karolina Ludwika Saska-Weimar-Eisenach (1786–1816)  | kr. Francuzów, Ludwik Filip I (1773–1850) ∞1809 Maria Amelia Burbon-Sycylijska (1782–1866) | kr. Francuzów, Ludwik Filip I (1773–1850) ∞1809 Maria Amelia Burbon-Sycylijska (1782–1866) | kr. Hiszpanii, Ferdynand VII (1784–1833) ∞1829 Maria Krystyna Burbon-Sycylijska (1806–1878) | kr. Hiszpanii, Ferdynand VII (1784–1833) ∞1829 Maria Krystyna Burbon-Sycylijska (1806–1878) |
| Dziadkowie                   | Ferdynand Filip Orleański (1810–1842) ∞1837 Helena Meklemburska (1814–1858)                | Ferdynand Filip Orleański (1810–1842) ∞1837 Helena Meklemburska (1814–1858)                | Ferdynand Filip Orleański (1810–1842) ∞1837 Helena Meklemburska (1814–1858)                                    | Ferdynand Filip Orleański (1810–1842) ∞1837 Helena Meklemburska (1814–1858)                        | Antoni Orleański (1824–1890) ∞1846 Ludwika Ferdynanda Burbon (1832–1897)                   | Antoni Orleański (1824–1890) ∞1846 Ludwika Ferdynanda Burbon (1832–1897)                   | Antoni Orleański (1824–1890) ∞1846 Ludwika Ferdynanda Burbon (1832–1897)                    | Antoni Orleański (1824–1890) ∞1846 Ludwika Ferdynanda Burbon (1832–1897)                    |
| Rodzice                      | Filip Orleański (1838–1894) ∞1864 Maria Izabela Orleańska (1848–1919)                      | Filip Orleański (1838–1894) ∞1864 Maria Izabela Orleańska (1848–1919)                      | Filip Orleański (1838–1894) ∞1864 Maria Izabela Orleańska (1848–1919)                                          | Filip Orleański (1838–1894) ∞1864 Maria Izabela Orleańska (1848–1919)                              | Filip Orleański (1838–1894) ∞1864 Maria Izabela Orleańska (1848–1919)                      | Filip Orleański (1838–1894) ∞1864 Maria Izabela Orleańska (1848–1919)                      | Filip Orleański (1838–1894) ∞1864 Maria Izabela Orleańska (1848–1919)                       | Filip Orleański (1838–1894) ∞1864 Maria Izabela Orleańska (1848–1919)                       |
| Helena Orleańska (1871–1951) |                                                                                            |                                                                                            | | |                                                                                            |                                                                                            |                                                                                             |                                                                                             |